# Leptoneta paikmyeonggulensis
Espèce
Leptoneta paikmyeonggulensis est une espèce d'araignées aranéomorphes de la famille des Leptonetidae.

## Distribution
Cette espèce est endémique de Corée du Sud.

## Étymologie
Son nom d'espèce, composé de paikmyeonggul et du suffixe latin -ensis, « qui vit dans, qui habite », lui a été donné en référence au lieu de sa découverte, Paikmyeonggul

## Publication originale
- Paik & Seo, 1984 : Two new species of Korean spiders (Araneae: Leptonetidae and Linyphiidae). Journal of Institute for Natural Sciences, Keimyung University, vol. 3, p. 97-103.